# 斎藤弘吉
斎藤 弘吉（さいとう ひろきち、1899年〈明治32年〉8月13日 - 1964年〈昭和39年〉9月19日）は、日本の日本犬研究家、芸術家、古美術研究家である。
東京都渋谷駅前の『忠犬ハチ公』を広く知らしめたことや、第1次南極地域観測隊の『タロとジロ』他の樺太犬救出のために尽力した事でも知られる。ペンネームは、斎藤弘。
社団法人日本犬保存会初代会長。財団法人日本動物愛護協会理事長。社団法人日本庭園協会常務理事。日本哺乳動物学会理事。世界動物保護連盟日本代表理事。動物友の会代表。空気銃対策協議会代表。ハチ公銅像維持会顧問。

## 人物
洋画家を目指して東京美術学校を卒業したが、病気療養中に日本犬と出会い、当時、絶滅が危惧される状況にあった日本犬の保存活動をする事を決めた。
1928年（昭和3年）5月、日本犬保存会を立ち上げ日本犬の調査活動を始め、1928年7月、日本犬の調査中に偶然、秋田犬ハチの存在を知る事となる。1932年（昭和7年）10月、弘吉は、渋谷駅でいじめられているハチを哀れみ、ハチのことを東京朝日新聞に寄稿した。すると、これが「いとしや老犬物語」として新聞に載り、一躍有名になったハチは人々から「忠犬ハチ公」と呼ばれるようになった。その後、1934年（昭和9年）竣工の渋谷駅前のハチ公銅像の製作建立や、1959年（昭和34年）竣工の「南極カラフト犬記念群像」の製作建立に芸術家として深く関わる。
1957年（昭和32年）には、社団法人日本動物愛護協会の専務理事を経て理事長に就任した。翌年の1958年（昭和33年）、南極の昭和基地からの第1次南極地域観測隊帰還の際に、昭和基地に置き去りにされる事になったタロとジロを含む樺太犬達の救出のために奔走する。
長年にわたり日本犬と日本狼の研究を続けて来た、その集大成とも言うべき著書「日本の犬と狼」を1964年（昭和39年）に出版する。同年、65年の生涯を閉じた。

## 履歴
- 1899年（明治32年）、山形県西田川郡鶴岡一日市町（現・鶴岡市）に、呉服屋の斎藤弘太の長男として生れる。
- 1918年（大正7年）、荘内中学校（現・山形県立鶴岡南高等学校）卒業
- 東京美術学校（現・東京芸術大学）卒業
- 病気療養中に出会った日本犬に影響を受け、当時絶滅が危惧されていた日本犬の保存活動をする事を決める。
- 1928年（昭和3年）5月、日本犬保存会を創立し、日本犬の調査を開始する。
  - 7月、調査中に偶然ハチの存在を知る。
  - 8月、日本犬保存会、第一回犬籍簿にハチの来歴を掲載する。
  - 秋頃、群馬県多野郡上野村楢原字黒川集落の猟師、飯出庄太郎からチン（7歳オス）を譲り受け、この集落近くにある十石峠から名を取り「十石号」と名付ける。以後、この地域に生息する地犬が「十石犬」と呼ばれるようになる。
- 1932年（昭和7年）9月、ハチ（数え年10歳）の写真と履歴を日本犬保存会の会誌「日本犬」第一巻二号に発表する。
  - 10月4日、渋谷駅で邪険に扱われているハチを哀れみ、ハチのことを東京朝日新聞に寄稿した。これが「いとしや老犬物語」として新聞に載り、有名になったハチは人々から「忠犬ハチ公」と呼ばれるようになる。
- 1933年（昭和8年）6月、この頃、弘吉と友人であった同じ東京美術学校出身の彫刻家・安藤照より、「ハチ公をモデルにして彫刻をつくり、秋の帝展に出したい」と依頼がある。
- 1934年（昭和9年）1月9日、ハチ公銅像建設会が発足し発起人となって募金活動を始める。
  - 3月10日、午後5時から日本青年館で開かれた「ハチ公の銅像建設基金募集の夕」に出席する。
  - 4月21日、渋谷駅前にハチ公の銅像が建てられ、除幕式に出席する。
  - 5月、弘吉執筆のハチ事跡概要を、安藤照製作のハチ臥像と共に、天皇（昭和天皇）・皇后（香淳皇后）・皇太后（貞明皇后）に献上する。
- 1935年（昭和10年）3月8日、ハチ公死亡
- 1937年（昭和12年）、日本犬保存会が文部省から社団法人の認可を受ける。
- 1942年（昭和17年）、息子の辻厚成（後に陶芸家）が誕生する。
- 1945年（昭和20年）5月25日、アメリカ軍による東京大空襲により弘吉の研究室が焼失、ハチ公の骨格標本などがすべて無くなってしまう。ハチ公像の原型は、安藤照が疎開途中の東京駅で焼失してしまい、安藤も自宅で焼死する。
- 1947年（昭和22年）、この頃、安藤照の息子で彫刻家の安藤士より、「ハチ公銅像再建のため、原型をつくりたいので指導してほしい」と依頼がある。この時造られた試作品の石膏像が、佐藤円治・三條美紀父子の手を経た後に、弘吉の出身地である山形県鶴岡市の藤島庁舎（旧藤島町役場）に展示される事になった。現在この石膏像は2012年（平成24年）6月24日より、毎年4月15日から翌年2月15日までの期間はJR鶴岡駅に展示されている。
- 1948年（昭和23年）、社団法人日本動物愛護協会の書記長に就任する。
- 1949年（昭和24年）、日本哺乳動物学会(現日本哺乳類学会)に入会する。
- 1952年（昭和27年）、日本哺乳動物学会委員に就任する。
- 1953年（昭和28年）、社団法人日本動物愛護協会が月報「動愛」を発行し編集委員長に就任する。
- 1957年（昭和32年）、社団法人日本動物愛護協会の理事長に就任。月報「動愛」が「どうぶつの友」と改称され編集委員長に就任する。
- 1958年（昭和33年）、昭和基地に第1次南極地域観測隊と同行していた樺太犬が、観測隊が帰還する際に輸送力の限界を理由に昭和基地に置き去りにされる事になった。この事を知った弘吉は関係部署に掛け合いなんとか全ての樺太犬を救出してもらえる様に尽力する。その結果、6頭の子犬とその母犬のシロ子は救出される事になったが、他の15頭の樺太犬は犬ぞりに首輪で繋がれたまま置き去りにされてしまった。
- 1959年（昭和34年）1月14日、第3次南極観測隊により置き去りにされた15頭のうちタロとジロの2頭だけが発見される。
  - 同年の暮頃、弘吉は亡くなった13頭の樺太犬を哀れみ、社団法人日本動物愛護協会の募金で東京タワーのそばに、弘吉（斎藤弘山）が構成を担当し、安藤士が制作した「南極カラフト犬記念群像」を竣工する。弘吉はこの群像の碑銘に「奇跡的にもタロとジロの2頭は発見されたが、他の13頭の樺太犬は餓死したものと思われる。」と刻んだ。群像は2013年（平成25年）に国立極地研究所へ移転。
- 1963年（昭和38年）、「全集日本動物誌12」 講談社に「愛犬ものがたり」収録。著書「犬科動物骨格計測法」を出版する。
- 1964年（昭和39年）5月、国立がんセンター（現：国立がん研究センター）で肝臓癌の診断を受けるが、医師の勧める手術を断り家に帰る。その後、友人の戸川幸夫が手術を受けるように説得するが、弘吉はそれも聞き入れず戸川にこう言ったとゆう「僕はね死ぬ事は少しも怖くないのです。ですが仕事をやり残して死ぬのは怖いのです。」
  - 9月19日、死去。享年65。娘に言った最後の言葉は「生あるものは必ず滅す」であった。東京春秋苑公園墓地に墓がある。

没後
- 1995年（平成7年）、弘吉をモデルにした戸川幸夫の小説『いぬ馬鹿』（小学館）が出版される。
- 2006年（平成18年）11月3日、鶴岡市のハチ公試作石膏像の保存や普及、斎藤弘吉の偉業の普及などを活動目的とした「鶴岡ハチ公像保存会」が設立された。

## 親族
- 伯父：斎藤治兵衛 - 郷土史家
- 妻：辻輝子 - 陶芸家、日本の女性陶芸家第1号、仙台万華鏡美術館名誉館長
- 義弟：辻清明 - 陶芸家、東京都名誉都民
- 子：辻厚成 - 陶芸家
- 孫：辻厚志 - 陶芸家

## 著作物

### 著書
- 『愛犬ものがたり』 文藝春秋新社 1963年（「全集日本動物誌12」 講談社 1983年 ISBN 4-06-147712-9 に収録）
- 『犬科動物骨格計測法』 自費出版 1963年
- 『日本の犬と狼』 雪華社 1964年

### 論文
- 『日本狼骨格の研究』
- 『日本史前家犬の分類』
- 『美術と生活』
- 『日本犬とはどんな犬か』（「動物文学」1952年9月、動物文学会に収録）
- 『映画「白い山脈」と学会の態度』（「博物館研究」1957年4月、日本博物館協会に収録）
- 『動物愛護週間に因んで』（「経済人」1961年7月、関西経済連合会に収録）
- 『甲斐虎毛犬調査報告』（「甲斐犬」1967年4月、甲斐犬愛護会発行に収録）
- 『国立情報学研究所収録論文』 国立情報学研究所

## 作品
- 『国立近代美術館　泛觴曲水の庭』
- 『南極カラフト犬記念群像』 彫像：安藤士、構成：斎藤弘山（斎藤弘吉）